# Oxymerus pallidus
Oxymerus pallidus är en skalbaggsart som beskrevs av Dupont 1838. Oxymerus pallidus ingår i släktet Oxymerus och familjen långhorningar.
Artens utbredningsområde är Uruguay. Inga underarter finns listade i Catalogue of Life.